# World Skate Europe – Rink Hockey
A World Skate Europe – Rink Hockey é o organismo que superintende o Hóquei em Patins europeu. 
É o órgão encarregado de organizar competições de clubes como a Liga dos Campeões, a Taça WSE, a Taça Continental, a Liga dos Campeões e o Campeonato Europeu de Clubes de Hóquei em Patins Sub-17 Feminino, entre outras. 
Além das competições de clubes é também responsável por todas as competições entre seleções europeias como o Campeonato Europeu e o Campeonato Europeu Feminino, entre outras. 
A World Skate Europe – Rink Hockey faz parte da World Skate Europe.

## Ranking da World Skate Europe – Rink Hockey

### Ranking dos países masculinos
O Ranking dos países masculinos é feito pela World Skate Europe – Rink Hockey para as competições de clubes. É determinado pelos resultados dos clubes da Liga dos Campeões, Taça WSE e da Taça Continental nas últimas quatro temporadas. 